# Alfred Denning

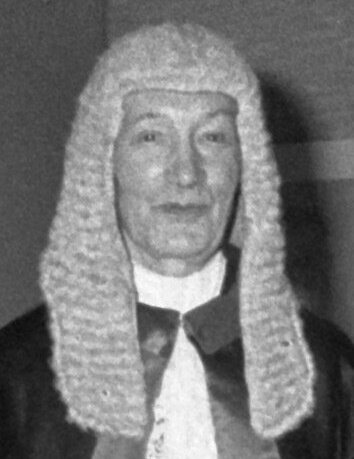
Denning (1977)

Alfred Thompson Denning, Baron Denning, OM (* 23. Januar 1899 in Whitchurch; † 5. März 1999 in Winchester) war der wohl einflussreichste englische Richter des 20. Jahrhunderts und Master of the Rolls.

## Ausbildung
Denning wurde als vierter von fünf Söhnen eines Tuchhändlers und einer Lehrerin geboren. Zwei seiner Brüder fielen im Ersten Weltkrieg, die anderen beiden machten Karriere im Militär und wurden Admiral bzw. General. Denning selbst diente im Ersten Weltkrieg als Leutnant.
Nach seinem Militärdienst schloss er sein Studium der Mathematik an der Universität Oxford am Magdalen College mit Auszeichnung ab. Nach einer kurzen Tätigkeit als Mathematiklehrer kehrte er im Jahre 1921 nach Oxford zurück und studierte Rechtswissenschaft. Auch dieses Studium beendete er mit einem erstklassigen Abschluss.

## Berufliche Karriere
1923 wurde Denning als Rechtsanwalt (Barrister) in London zugelassen und im Jahre 1938 zum Kronanwalt (King’s Counsel) ernannt.
Im Jahre 1944 wurde er Richter am High Court und schon 1948 an das Court of Appeal berufen, das zweithöchste Gericht für England und Wales. 1957 wurde er zu einem Law Lord als Lord of Appeal in Ordinary, Richter im House of Lords berufen und damit automatisch auch zu einem Life Peer als Baron Denning, of Whitchurch im County of Southampton erhoben. Fünf Jahre später kehrte er als Präsident (Master of the Rolls) an den Court of Appeal zurück, wo er bis zum Ende seiner richterlichen Tätigkeit im Jahre 1982 blieb. 1979 wurde er zum Ehrenmitglied der British Academy gewählt.
Denning war der letzte Richter Großbritanniens, der nicht an ein gesetzliches Rentenalter gebunden war. Im Alter von 83 Jahren wurde er 1982 jedoch dazu gedrängt, in den Ruhestand zu gehen, nachdem er in einem von ihm verfassten Buch Bemerkungen über die Eignung von Geschworenen machte, die als rassistisch interpretiert wurden. Denning entschuldigte sich für die von ihm gewählte Formulierung und trat von seinem Richteramt zurück.
Als Richter am Court of Appeal gelang es Denning, die Rechtsentwicklung in Großbritannien maßgeblich zu prägen. Seine oft für ihren klaren Stil gelobten Urteile machten ihn zu einer nationalen Berühmtheit, auch weit über Fachkreise hinaus. Er scheute sich nicht, in seinen Urteilsbegründungen das Recht sehr weit auszulegen, wofür er Lob und Bewunderung, aber auch deutliche Kritik erntete, besonders, da nach Auffassung vieler Kritiker manche seiner Begründungen von Vorurteilen gefärbt schienen.
Seine Begründung der Ablehnung eines Wiederaufnahmeverfahrens der des Terrorismus angeklagten Birmingham Six gehörte zu diesen Fällen: „Sollten die sechs den Fall gewinnen, dann würde das ja bedeuten, dass die Polizei des Meineids schuldig war, dass sie sich der Gewaltanwendung und der Bedrohung schuldig machte, dass die Geständnisse unfreiwillig und die Urteile ein Irrtum waren“ Dies sei aber „eine so erschreckende Perspektive“, dass man den Fall besser nicht aufrollen solle.
Dennoch wurde er schon zu Lebzeiten zu einer nationalen Ikone und zur lebenden Legende.
Auch nach seiner Pensionierung widmete sich Denning weiter der Rechtswissenschaft. In zahlreichen Veröffentlichungen und Interviews sowie durch seine Arbeit im parlamentarischen Teil des House of Lords, dem er weiter angehörte, verstand er es, seiner Meinung weiterhin Gehör zu verschaffen.
Denning starb sechs Wochen nach seinem hundertsten Geburtstag in einem Krankenhaus in Winchester.
Die britische Krone verlieh ihm den Order of Merit.